# Mount Mitchell (Antarktika)
Mount Mitchell ist ein 1820 m hoher Berg in der antarktischen Ross Dependency. An der Shackleton-Küste ragt er 8 km südwestlich des Kap Goldie im nördlichen Teil der Holland Range auf.
Der United States Geological Survey kartierte ihn anhand eigener Tellurometervermessungen aus den Jahren zwischen 1961 und 1962 sowie Luftaufnahmen der United States Navy aus dem Jahr 1960. Das Advisory Committee on Antarctic Names benannte ihn 1966 nach George W. Mitchell, Kommandant der USS Burton Island bei der Operation Deep Freeze des Jahres 1964.